# Bundesratswahlen 1940
Zu den drei Bundesratswahlen 1940 kam es infolge von Rücktritten von vier von sieben Bundesräten, die in drei Ersatzwahlen bei ausserordentlichen Wahlen durch die Vereinigte Bundesversammlung ersetzt werden mussten. 1940 wurde damit zu einem Superwahljahr, obwohl in diesem Jahr ursprünglich keine Bundesratswahlen vorgesehen waren.
Der erste Rücktritt, der die Ersatzwahl vom 22. Februar 1940 auslöste, betraf den amtsältesten Bundesrat Giuseppe Motta (KVP). Nach dem Rücktritt von Bundesrat Hermann Obrecht (FDP) kam es am 18. Juli 1940 zu einer weiteren Ersatzwahl. Durch die Rücktritte der Bundesräte Rudolf Minger (BGB) und Johannes Baumann (FDP) wurde am 10. Dezember 1940 sogar noch eine dritte Ersatzwahl nötig. In allen Ersatzwahlen kam es zu Kampfwahlen, weil die Sozialdemokraten als wählerstärkste Partei (erfolglos) versuchten, einen Bundesratssitz zu ergattern.

## Detailergebnisse der Ersatzwahl für Giuseppe Motta, KVP

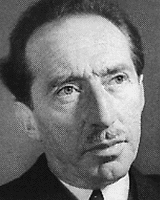
Enrico Celio

Die Nachfolge für Bundesrat Giuseppe Motta wurde zu einer Kampfwahl am 22. Februar 1940. Im Vorfeld hatten Pierre Aeby, Ruggero Dollfus und Riccardo Rossi auf eine Kandidatur verzichtet. Die Sozialdemokraten stellten als Gegenkandidaten Guglielmo Canevascini auf, und der Walliser Maurice Troillet (SKVP) stellte sich ebenfalls der Wahl. Zwei Wahlgänge waren nötig. Schliesslich gewann Enrico Celio (SKVP) die Ausmarchung. Celio war von 1940 bis 1950 Vorsteher des Post- und Eisenbahndepartements.
| Kandidaten              | Kandidaten              | 1. Wahlgang | 2. Wahlgang |
| ----------------------- | ----------------------- | ----------- | ----------- |
| Ausgeteilte Wahlzettel  | Ausgeteilte Wahlzettel  | 226         | 227         |
| Eingegangene Wahlzettel | Eingegangene Wahlzettel | 225         | 226         |
| Ungültige Wahlzettel    | Ungültige Wahlzettel    | 2           | 0           |
| Leere Wahlzettel        | Leere Wahlzettel        | 2           | 4           |
| Gültige Wahlzettel      | Gültige Wahlzettel      | 221         | 222         |
| Absolutes Mehr          | Absolutes Mehr          | 111         | 112         |
| Enrico Celio            | Enrico Celio            | 107         | 118         |
| Guglielmo Canevascini   | Guglielmo Canevascini   | 53          | 50          |
| Maurice Troillet        | Maurice Troillet        | 46          | 41          |
| Pierre Aeby             | Pierre Aeby             | 6           | 5           |
| Andere                  | Andere                  | 15          | 8           |

## Detailergebnisse der Ersatzwahl für Hermann Obrecht, FDP

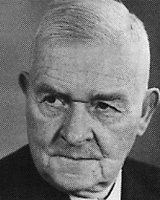
Walther Stampfli

Die zweite Ersatzwahl am 18. Juli 1940 war weniger umstritten. Bereits im 1. Wahlgang wurde der Solothurner Walther Stampfli (FDP) gewählt, trotz mehreren Gegenkandidaturen. Von den Unterlegenen erzielte Gustav Wenk (SP) die höchste Stimmenzahl, gefolgt vom Industriellen Carl Koechlin-Vischer (LPS) und Nationalrat Albert Picot (LPS). Stampfli war von 1940 bis 1947 Vorsteher des Volkswirtschaftsdepartements.
|                         | 1. Wahlgang |
| ----------------------- | ----------- |
| ausgeteilte Wahlzettel  | 229         |
| eingegangene Wahlzettel | 228         |
| leer/ungültig           | 10/1        |
| gültig Total            | 217         |
| absolutes Mehr          | 109         |
| Walther Stampfli        | 142         |
| Gustav Wenk             | 51          |
| Carl Koechlin-Vischer   | 15          |
| Albert Picot            | 6           |
| Verschiedene            | 3           |

## Detailergebnisse der Ersatzwahl für Rudolf Minger, BGB

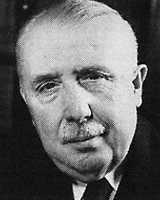
Eduard von Steiger

Die Ersatzwahl am 10. Dezember 1940 für Rudolf Minger war zwar heiss umstritten. Dennoch siegte bereits im 1. Wahlgang Eduard von Steiger (BGB). Von den Unterlegenen erzielte Robert Bratschi (SP) die meisten Stimmen. Dahinter folgten Friedrich Traugott Wahlen (BGB) und Markus Feldmann (BGB). Bundesrat von Steiger war von 1941 bis 1951 Vorsteher des Justiz- und Polizeidepartements. 
|                           | 1. Wahlgang |
| ------------------------- | ----------- |
| ausgeteilte Wahlzettel    | 226         |
| eingegangene Wahlzettel   | 226         |
| leer/ungültig             | 0/0         |
| gültig Total              | 226         |
| absolutes Mehr            | 114         |
| Eduard von Steiger        | 130         |
| Robert Bratschi           | 56          |
| Friedrich Traugott Wahlen | 13          |
| Markus Feldmann           | 12          |
| Verschiedene              | 8           |

## Detailergebnisse der Ersatzwahl für Johannes Baumann, FDP

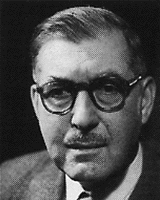
Karl Kobelt

Die Ersatzwahl für den zurückgetretenen Bundesrat Johannes Baumann, ebenfalls am 10. Dezember 1940, benötigte fünf Wahlgänge. Im 5. Wahlgang konnte sich Karl Kobelt (FDP) durchsetzen. Seine Gegenkandidaten waren Camille Crittin (FDP), Claude DuPasquier (LPS), Johannes Huber (SP) und Carl Jacob Burckhardt. Kobelt war von 1941 bis 1954 Vorsteher des Militärdepartements. 
| Kandidaten              | Kandidaten              | 1. Wahlgang | 2. Wahlgang | 3. Wahlgang | 4. Wahlgang | 5. Wahlgang |
| ----------------------- | ----------------------- | ----------- | ----------- | ----------- | ----------- | ----------- |
| Ausgeteilte Wahlzettel  | Ausgeteilte Wahlzettel  | 225         | 226         | 225         | 226         | 226         |
| Eingegangene Wahlzettel | Eingegangene Wahlzettel | 225         | 226         | 225         | 226         | 226         |
| Ungültige Wahlzettel    | Ungültige Wahlzettel    | 5           | 1           | 1           | 2           | 2           |
| Leere Wahlzettel        | Leere Wahlzettel        | 0           | 1           | 4           | 3           | 9           |
| Gültige Wahlzettel      | Gültige Wahlzettel      | 220         | 224         | 220         | 221         | 215         |
| Absolutes Mehr          | Absolutes Mehr          | 111         | 113         | 111         | 111         | 108         |
| Karl Kobelt             | Karl Kobelt             | 42          | 59          | 84          | 103         | 117         |
| Camille Crittin         | Camille Crittin         | 62          | 61          | 89          | 95          | 98          |
| Claude DuPasquier       | Claude DuPasquier       | 44          | 48          | 44          | 23          | 0           |
| Johannes Huber          | Johannes Huber          | 51          | 40          | 3           | 0           | 0           |
| Carl Jacob Burckhardt   | Carl Jacob Burckhardt   | 13          | 14          | 0           | 0           | 0           |
| Andere                  | Andere                  | 8           | 2           | 0           | 0           | 0           |